# Colus pubescens
Colus pubescens är en snäckart som först beskrevs av Addison Emery Verrill 1882.  Colus pubescens ingår i släktet Colus och familjen valthornssnäckor. Inga underarter finns listade i Catalogue of Life.